# Solva tigrina
Solva tigrina är en tvåvingeart som beskrevs av Yang och Akira Nagatomi 1993. Solva tigrina ingår i släktet Solva och familjen lövträdsflugor.
Artens utbredningsområde är Guangxi (Kina). Inga underarter finns listade i Catalogue of Life.